# El señor del caos
El señor del caos (en inglés: Lord of Chaos) es una novela de fantasía del autor estadounidense Robert Jordan, el sexto libro de su serie La rueda del tiempo. Fue publicada en inglés por Tor Books y lanzada el 15 de octubre de 1994, y fue nominado para el Premio Locus a la Mejor novela de fantasía en 1995. En castellano, la Editorial Planeta relanzó El señor del caos en dos libros separados, El Señor del caos y Los Asha'man.

## Resumen de la trama
La reina depuesta de Andor, Morgase Trakand, acude a Amadicia en busca de ayuda para regresar al trono; pero es tomada cautiva por el Lord Comandante de los Hijos de la Luz, Pedron Niall. En respuesta a la amnistía sobre los encauzadores masculinos decretada Rand al'Thor, Mazrim Taim le jura lealtad y este le asigna entrenar a Asha'man en la Torre Negra. Rand es cortejado diplomáticamente por las rebelde Aes Sedai en Salidar, que envían una embajada a Caemlyn, y las Aes Sedai de la Torre Blanca, que envían una embajada a Cairhien. En Dos Ríos, Perrin Aybara va a Caemlyn para unirse a Rand.
Pensando erróneamente que las Aes Sedai de Salidar son pocas y están atemorizadas, Rand envía a Mat Cauthon para rescatar a Elayne Trakand y ganar la lealtad de las rebeldes Aes Sedai. Mat descubre que Egwene al'Vere ha sido nombrada Sede Amyrlin de las Aes Sedai rebeldes; y cuando Egwene envía a Nynaeve al'Meara y Elayne a Ebou Dar en Altara para buscar un ter'angreal llamado el «Cuenco de los Vientos» para romper el control del clima por parte del Oscuro, Mat va con ellas.
Poco después de que Perrin se une a él, Rand es secretamente secuestrado por las Aes Sedai de Elaida, que lo torturan en el camino a Tar Valon. Al enterarse del secuestro, Perrin guía a los seguidores de Rand a la culminante batalla de los pozos de Dumai, una de las más importantes de la saga. Al final de la batalla, las rebeldes Aes Sedai se ven obligadas a jurar lealtad al Dragón Renacido mientras que la supervivientes Aes Sedai de la Torre permanecen cautivas.

### Batalla de los pozos de Dumai
La Batalla de los Pozos de Dumai ocurre en el Capítulo 55 de este libro.

#### Fuerzas

##### Fuerzas Pro-Dragón
- Dirigidos por Perrin Aybara

###### Lobos
- Dirigidos por Perrin
- Al menos 1000 lobos

###### Hombres de Dos Ríos
- Dirigidos por Dannil Lewin
- 300 hombres (arqueros)

###### Hombres cairhieninos
- Dirigidos por Dobraine Taborwin
- 500 hombres

###### Guardia Alada de Mayene
- Dirigidos por Havien Nurelle
- 200 hombres

###### Asha'man
- Dirigidos por Mazrim Taim, el M'hael («Líder» en la lengua antigua)
- 200 Asha'man

###### Aes Sedai de Salidar
- 9 Aes Sedai y 16 guardianes

###### Sabias Aiel
- Dirigidas por Sorilea
- 94 Sabias

###### Otros Aiel
- Dirigidos por Rhuarc, jefe del clan Taardad Aiel
- Cerca de 6.000 Aiel de varios clanes.
- Solo los siswai'aman y las Doncellas de la Lanza fueron traídas a la batalla. Los otros Aiel (además de las Sabias) no se atrevían a luchar contra Aes Sedai.
- Distinguidos de los Shaido Aiel por cintas para la cabeza rojas (siswai'aman) o tela atada alrededor de sus brazos (Doncellas).

##### Fuerzas Anti-Dragón
- Dirigidas por Galina Sedai de Ajah Rojo, en secreto del Ajah Negro.

###### Aes Sedai de la Torre Blanca
- Dirigidas por Galina
- 33 Aes Sedai y sus guardianes

###### Shaido Aiel
- Dirigidos por Sevanna, viuda de Couladin y Suladric, ambos jefes de clan de los Shaido Aiel
- Al menos 40.000 mil Shaido Aiel

###### Cachorros
- Dirigidos por Gawyn Trakand
- 600 hombres; todos vistiendo verde

### La batalla
Inicialmente, los ejércitos pro-Rand se sitúan en una cumbre alrededor de los pozos de Dumai. Los Shaido han traicionado a las Aes Sedai dirigidas por Galina y las han rodeado en un grupo de vagones en los que se encuentra Rand, e intentan sin éxito arrollar a sus defensores para secuestrarlo. 
Los hombres de Dos Ríos, Cairhieninos, Aiel y Guardias Aladas se dirigen entonces al valle después de un ataque de lobos, con Perrin a la cabeza. Las Aes Sedai de Salidar y las Sabias se mantendrán en la cumbre. Sin embargo, cuando empieza la batalla, Perrin ve a algunas Aes Sedai enfrentadas en batalla.
Las fuerzas Pro-Dragón se ven superadas en números muy superiores por los Shaido una vez que pueden penetrar hasta los vagones en los que se encuentra Rand. En el fragor de la batalla, alrededor de 200 Asha'man liderados por Mazrim Taim viajan en accesos a los pozos de Dumai e inmediatamente matan a cualquier Shaido que vean. Ellos son fundamentales para cambiar el destino de la batalla.
Cuando tres de las Aes Sedai que escudan a Rand se unen a la batalla (dejando solo 3 en lugar de las 6 que se necesitaban para mantenerlo escudado), Rand logra romper el escudo gracias a la ayuda de Lews Therin Telamon, alcanzando el saidin y saliendo del cofre en el que estaba atrapado. Inmoviliza a las tres Aes Sedai que intentan escudarlo nuevamente y encuentra a Min ilesa debajo de los pedazos del cofre destrozado. Corta sus ataduras y la lleva a la batalla. Rand continúa dejando inconsciente y escudando a más Aes Sedai de la Torre desde dentro de sus líneas, debilitando su defensa contra los Shaido y sus Sabias. Como él está usando saidin, no pueden detectarlo. Gawyn Trakand cabalga a su encuentro y quiere llevarse a Min consigo, pero ella se niega. Ella le dice a Gawyn que su hermana Elayne Trakand ama a Rand; Gawyn, creyendo en los rumores que dicen que Rand mató a su madre, jura que verá a Rand morir algún día antes de marcharse y retirarse de la batalla con sus cachorros.
Los 200 Asha'man crean una cúpula de aire alrededor de los vagones, para mantener alejados a los Shaido Aiel restantes. Algunos Asha'man mantienen cautivas a 23 Aes Sedai de la Torre Blanca. Varios de los aliados de Rand están dentro de la cúpula de aire; Perrin y Loial son dos de esos. El resto de sus aliados (por ejemplo, varias Sabías y Rhuarc) están fuera de la cúpula, todavía peleando. El escudo no se puede levantar para dejar entrar a sus aliados sin dejar entrar a los Shaido.
Entonces Rand ordena a los Asha'man que «envíen un mensaje» a Sevanna y los suyos. Él espera que sus aliados que están fuera del domo vean lo que está sucediendo y se vayan antes de que sean lastimados. Mazrim Taim, el M'hael, ordena a los Asha'man levantar la cúpula y los Shaido Aiel que ahora están dentro de la cúpula son asesinados mientras explotan producto de los tejidos de los Asha'mans. Un «anillo giratorio de tierra y fuego» hace que el suelo alrededor del domo se divida y que el fuego se derrame sobre decenas de Aiel. Los Shaido, ahora aterrorizados, huyen, dejando miles de muertos atrás.
Después de la batalla, las nueve Aes Sedai de Salidar vienen a felicitar a Rand. Sin embargo Rand, enojado porque las Aes Sedai desobedecieron sus órdenes de traer más que el número asignado de hermanas, les ofrece la opción de ser tratadas como la Aes Sedai de la Torre, que son mantenidas prisioneras por los Asha'man o que juren lealtad a él. Después de que Mazrim Taim agregue, «arrodíllense y juren lealtad al Lord Dragón, o las arrodillarán», las Aes Sedai se arrodillan y le juran lealtad.